# Баварский языковой атлас
Баварский языковой атлас (нем. Bayerischer Sprachatlas, BSA) — исследовательский проект, посвящённый изучению диалектов Баварии и составлению на основе проведённых исследований языковых атласов.
Проект подразделяется на шесть региональных подпроектов:
- Языковой атлас Швабии (Sprachatlas von Bayerisch-Schwaben) — проект, начатый с 1980 года Аугсбургским университетом. Публикация начинается в 1996 году.
- Языковой атлас Северо-Восточной Баварии (Sprachatlas von Nordostbayern) — проект, начатый в 1881 году Байройтским университетом. Публикация с 2004 года.
- Языковой атлас Средней Франконии (Sprachatlas von Mittelfranken) — проект, начатый в 1989 году Университетом Эрлангена — Нюрнберга. Публикация с 2003 года.
- Языковой атлас Нижней Франконии (Sprachatlas von Unterfranken) — проект, начатый в 1989 году Вюрцбургским университетом. Публикация с 2005 года.
- Языковой атлас Нижней Баварии (Sprachatlas von Niederbayern) — проект, начатый в 1989 году Университетом Пассау. Публикация с 2003 года.
- Языковой атлас Верхней Баварии (Sprachatlas von Oberbayern) — проект, начатый в 1991 году Университетом Пассау. Публикация готовится.

Часть результатов диалектологических исследований, использованных при составлении языковых атласов, была обобщена в 2006 году Университетом Аугсбурга в Малом Баварском языковом атласе (Kleiner Bayerischer Sprachatlas). В 2008 году карты Малого атласа и аудиозаписи стали доступны на сайте Баварской библиотеки (Sprechender Sprachatlas von Bayern).